# Eucala
Eucala là một chi bướm đêm thuộc họ Noctuidae.